# Skid Row (Film)
Skid Row ist ein experimenteller Dokumentarfilm aus dem Jahr 2007, der sich mit dem Leben in Obdachlosigkeit befasst.
Pras Michel begibt sich in Begleitung versteckter Kameras über einen Zeitraum von neun Tagen als Inkognito-Obdachloser auf die berüchtigte Skid Row, einen Bereich im Gewerbegebiet von Los Angeles, der durch hohe Kriminalitäts- und Obdachlosenrate größere Bekanntheit erlangte.

## Inhalt und Hintergründe
Pras Michel lebt in diesem Film als Obdachloser verkleidet auf der Skid Row, einem etwa fünf mal fünf Wohnblocks umfassenden Gebiet in der Nähe von Downtown Los Angeles. Wie auch die dort zu Dutzenden lebenden Obdachlosen gewährleistet er seinen Lebenserhalt in diesem Experiment durch Betteln, Essenausgaben von dort ansässigen Hilfsorganisationen und Tauschgeschäften. Sein Leben in provisorischen Zelt- und Pappbehausungen auf der Straße wird während des Films durch Pras Erlebnisse sowie seine Kommentare dargestellt. Ergänzt durch entsprechende Statistiken wird hierdurch versucht, ein Abbild der Lebensrealität in Obdachlosigkeit zu porträtieren.

## Kritik
Jeannette Catsoulis attestierte dem Film auf der Internetpräsenz der New York Times eine gut gemeinte, dennoch ungenaue Umsetzung seiner eigentlichen Intention.

„Well intentioned but visually horrendous, “Skid Row” is a series of random impressions, muffled conversations and inscrutable images apparently captured from curb height. Despite welcome interviews with those who have earned their insights the hard way — including the engaging Orlando Ward of the Midnight Mission and the Los Angeles Times columnist Steve Lopez — the movie succeeds only in replicating the aimlessness and repetitiveness of street life.“